# Pomaderris viridis
Pomaderris viridis är en brakvedsväxtart som beskrevs av Neville Grant Walsh. Pomaderris viridis ingår i släktet Pomaderris och familjen brakvedsväxter. Inga underarter finns listade i Catalogue of Life.